# 仏岡県
仏岡県（ぶっこうけん）は中華人民共和国広東省清遠市に位置する県。

## 歴史
1813年（嘉慶18年）、清朝により清遠県吉河郷、英徳県大陂6郷に仏岡直隷軍民庁を設置、広東布政使司の管轄とした。
中華民国建国当初は清代の行政制度が沿襲され粤海道の管轄とされたが、1914年（民国3年）、仏岡県に改編、1920年（民国9年）の道制廃止以降は中区綏靖公署に、1928年（民国17年）には北江善後公署に移管された。1936年（民国25年）、行政督察区制度が導入されると、仏岡県は第二区行政督察公署（韶関公署）の所轄となり、1943年（民国32年）には第五区行政督察公署に移管されている。日本の敗戦及び汪兆銘政権の崩壊により中華民国の施政権が復活すると、1946年（民国35年）、には粤北師管区に、翌年には第二専署督察区の管轄とされた。
1949年（民国38年）10月12日、中国共産党により「解放」された仏岡県は北江臨時行政委員会（1950年4月に北江専員公署と改称）の管轄とされた。1958年10月23日、仏岡県が従化県に統合され韶関行政公署（1960年4月11日、広州市に移管）の管轄とされたが、1961年5月4日には再び仏岡県が設置され韶関専区（1983年7月26日、広州市に移管）となった。1988年1月7日、清遠市に移管され現在に至る。

## 行政区画
下部に6鎮を管轄する
- 石角鎮、水頭鎮、湯塘鎮、竜山鎮、高崗鎮、逕頭鎮

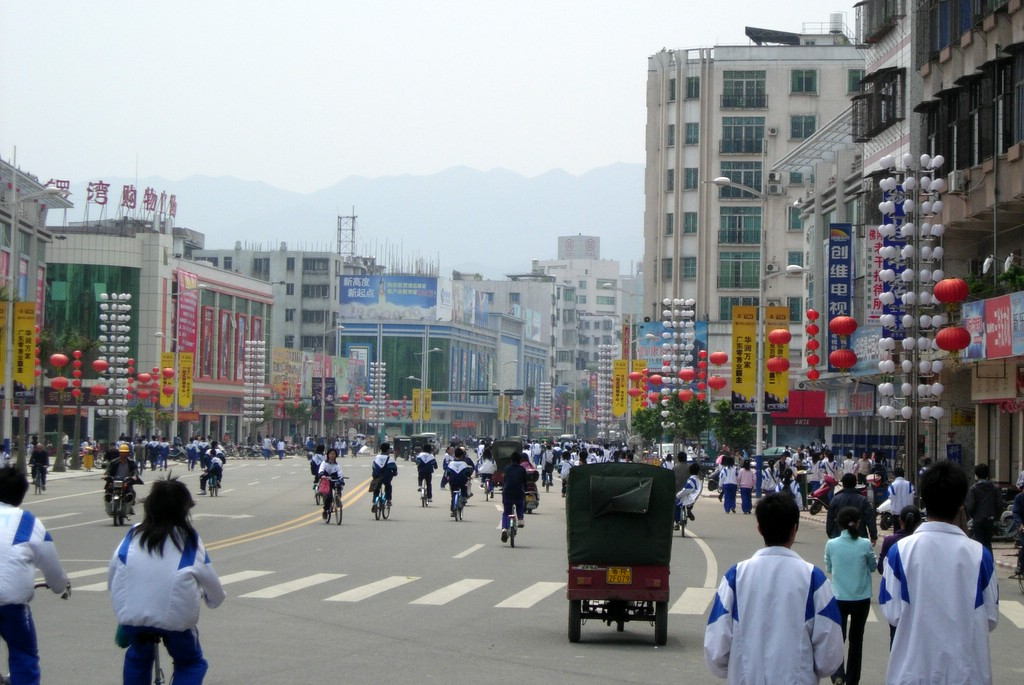
振興路